# Фехтувальник (фільм)
«Фехтувальник» (фін. Miekkailija, ест. Vehkleja) — фінський спортивно-драматичний фільм, знятий Клаусом Хярьо та написаний Анною Хейнамаа. В основі фільму - реальні події з життя естонського фехтувальника і тренера Енделя Неліса. Фільм був висунутий Фінляндією на премію «Оскар-2016» у номінації «найкращий фільм іноземною мовою».

## Сюжет
Рятуючись від радянських спецслужб через своє спірне минуле, молодий естонський фехтувальник Ендель Неліс змушений повернутися на батьківщину до Естонії, де у школі він починає навчати фехтуванню групу маленьких дітей. Однак минуле його наздоганяє і Ендель повинен зробити вибір - залишити тренування дітей або поставити під загрозу своє життя.

## У ролях
- Мярт Аванді — Ендель Неліс
- Урсула Ратасепп — Кадрі
- Кирилл Кяро — Олексій
- Лііса Коппел — Марта
- Лембіт Ульфсак
- Марія Авдюшко
- Каарле Ахо

## Виробництво
Головне знімання почалося в Естонії наприкінці лютого 2014 року.